# Laurens van der Post

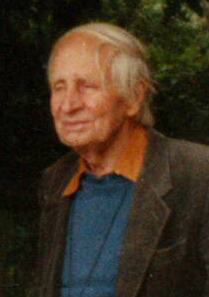
Laurens van der Post in 1994

Laurens Jan van der Post (Philippolis, 13 december 1906 — Londen, 16 december 1996) was een Engelstalige en van oorsprong Zuid-Afrikaanse auteur en officier. Zijn bekendste roman is The Seed and the Sower (1963), die gaat over zijn ervaringen als Japans krijgsgevangene tijdens de Tweede Wereldoorlog.

## Biografie
Van der Post werd geboren in Philipolis in de Oranjerivierkolonie als zoon van Christiaan Willem Hendrik van der Post en Johanna Lubbe.
In 1942 werd hij  uitgezonden naar Nederlands-Indië vanwege zijn kennis van de Nederlandse taal. Hij werd echter al in april 1942 gevangengenomen door de Japanners. A Bar of Shadow (1954) en The Seed and the Sower (1963) waren de boeken waarop de Japanse regisseur Nagisa Oshima zijn film Merry Christmas, Mr. Lawrence (1982) baseerde. Hij was ook een van de peetouders van de Britse prins William.
Na zijn overlijden bleek uit de geautoriseerde biografie van J.D.F. Jones's (Storyteller: The Many Lives of Laurens van der Post) dat Laurens van der Post op grote schaal had gelogen over zijn leven. Vrijwel alle gebeurtenissen die hij beschrijft in zijn boeken zijn geheel of gedeeltelijk verzonnen. Daarnaast kwam vast te staan dat Laurens van der Post de vader was van een kind van een 14-jarig meisje dat tijdelijk onder zijn hoede was.

## Bosjesmannen
Van der Post is onder meer bekend geworden door zijn publicaties over de Bosjesmannen in Zuid-afrika. Botswana en Namibië. in 1956 maakte hij daarover in een zesdelige televisiedocumentairereeks voor de BBC. In 1958 verscheen zijn bekendste boek onder dezelfde titel als de BBC-serie: The Lost World of the Kalahari. Hierop volgde in 1961 The Heart of the Hunter, gabaseerd op Specimens of Bushman Folklore (1910), verzameld door de antropologen Wilhelm Bleek en Lucy Lloyd, en Mantis and His Hunter, samen met Dorothea Bleek.
Van der Post beschreef de Bosjesmannen als de oorspronkelijke bewoners van zuidelijk Afrika, verstoten en vervolgd door alle andere rassen en nationaliteiten. Hij zei dat ze de 'verloren ziel' van de hele mensheid vertegenwoordigden, een soort edele wilde-mythe. Het door hem geschilderd mythisch beeld van de Bosjesmannen inspireerde in 1961 tot de oprichting van het Central Kalahari Game Reserve.

## Publicaties (selectie)
- In a Province - 1934
- Venture to the Interior - 1951
- The Face beside the Fire - 1953
- A Bar of Shadow - 1954
- Flamingo Feather - 1955
- The dark eye in Africa - 1955

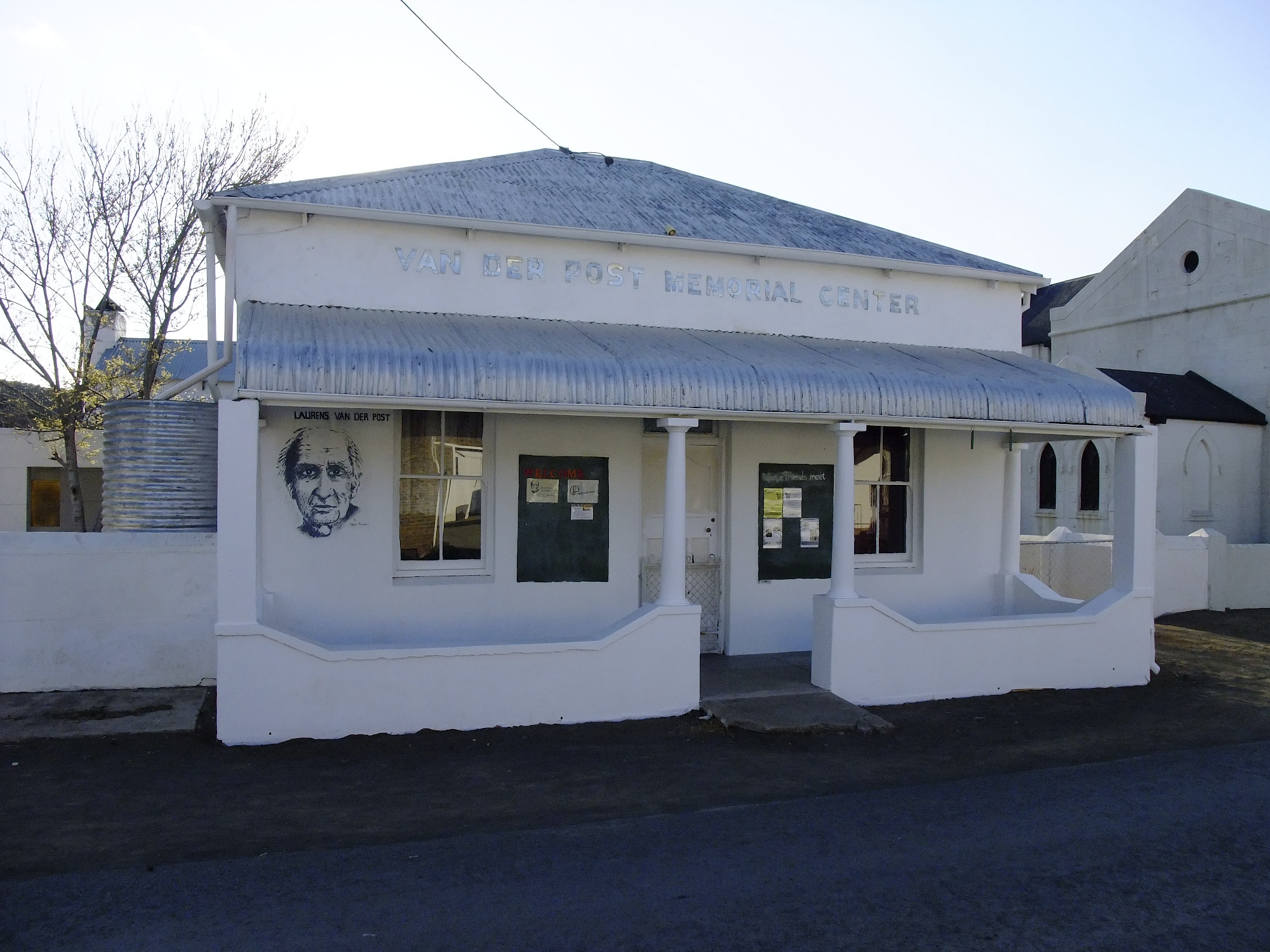
Van der Post Memorial Center in Philippolis

- The lost world of the Kalahari - 1958
- The Heart of the Hunter: Customs and Myths of the African Bushman - 1961
- The Seed and the Sower - 1963
- Journey into Russia - 1964
- The Hunter and the Whale - 1967
- A portrait of all Russians - 1967
- A portrait of Japan - 1968
- The Night of the New Moon - 1970
- The Prisoner and the Bomb - 1971
- A Story Like the Wind - 1972
- A Far-Off Place - 1974
- Jung and the Story of Our Time - 1975
- A Mantis Carol - 1975
- Yet Being Someone Other - 1977
- First Catch Your Eland - 1977
- Merry Christmas, Mr. Lawrence - 1982 (film en boek)
- Testament to the Bushmen - 1984
- To the Frontier - 1986
- A Walk with a White Bushman: Conversations with Jean-Marc Pottiez - 1986
- About Blady: A Pattern Out of Time - 1991
- The Voice of the Thunder - 1993
- Feather Fall: An Anthology - 1994
- The Admiral's Baby -1996
- The Rock Rabbit and the Rainbow - Laurens van der Post among Friends - 1998
- Shadowsword and the Doll

- Bibsys: 90139987
- Biblioteca Nacional de España: XX952428
- Bibliothèque nationale de France: cb120160708 (data)
- Catàleg d'autoritats de noms i títols de Catalunya: 981058515074906706
- CiNii: DA00436356
- Digitale Bibliotheek voor de Nederlandse Letteren: post116
- Gemeinsame Normdatei: 118595970
- International Standard Name Identifier: 0000 0001 0916 9820
- Library of Congress Control Number: n79038430
- Nationale Bibliotheek van Letland: 000297056
- Bibliotheek van het Japanse parlement: 00459508
- Nationale Bibliotheek van Tsjechië: jx20080128010
- Nationale Bibliotheek van Israël: 987007269431805171
- Nederlandse Thesaurus van Auteursnamen: 069368163
- Istituto Centrale per il Catalogo Unico: RAVV026003
- LIBRIS: 200636
- SNAC: w6rs6nwc
- Système universitaire de documentation: 028296141
- Trove: 1221926
- Virtual International Authority File: 76328004
- WorldCat: E39PBJyRCwGK9vyCqd3tvbQDv3